# Cesar Legaspi
Cesar Legaspi (Manilla, 2 april 1917 - 7 april 1994) was een Filipijns kunstschilder. Legaspi werd in 1990 benoemd tot nationaal kunstenaar van de Filipijnen en behoorde tot de groep kunstenaars die wel worden aangeduid als de 13 Moderns.

## Biografie
Cesar Legaspi werd geboren op 2 april 1917 in Tondo in de Filipijnse hoofdstad Manilla. Zijn ouders waren Manuel Legaspi en Rosario Torrente. Hij begon in 1931 aan de School of Fine Arts van de University of the Philippines. Na een semester kunstschilderen, switchte Legaspi naar de studie Commercial Arts die hij in 1936 af zou ronden. Vanaf 1935 tot 1947 werkte Legaspi voor Elizalde & Co. en vanaf 1947 was hij werkzaam bij Philprom, eerst als artdirector en later als Layoutdirector. 
Legaspi begon vanaf 1940 serieus met schilderen, naast zijn werk in de reclamewereld. In 1963 had Legaspi voldoende werk om zijn eerste solotentoonstelling te organiseren in Luz Gallery. Nadien werd hij actiever en schilderde hij meer. In 1968 besloot Legaspi om zich volledig op het kunstschilderen te richten en stopte hij met zijn werk in de reclamewereld.
Legaspi ontving diverse onderscheidingen voor zijn werk. Zo won hij met zijn schilderijen Sick Child en Gadgets eerste prijzen in door de Art Association of the Philippines uitgeschreven competities. In 1972 was hij winnaar van de Araw ng Maynila Award en in 1994 werd Legaspi benoemd tot nationaal kunstenaar van de Filipijnen.
Legaspi overleed in 1994 op 77-jarige leeftijd. Hij was getrouwd met Beatrice V. Kalagudan en kreeg met haar vijf kinderen. Dochter Celeste Legaspi werd een bekend zangeres. Cesar Legaspi werd begraven op het Libingan ng mga Bayani (begraafplaats voor helden).

## Werken
Enkele van zijn belangrijke werken:
- Gadgets I
- Gadgets II
- Diggers
- Idols of the Third Eye
- Facade
- Ovary
- Flora and Fauna
- Triptych
- Bayanihan
- Struggle
- Avenging Figure
- Turning Point
- Peace
- The Survivor
- The Ritual